# Blanca Tapia
 Blanca Tapia  (Buenos Aires, Argentina, ¿? - ibídem, 1965) fue una solvente actriz de reparto de cine, radio, teatro y televisión que cumplió su trayectoria profesional en su país.

## Carrera profesional
En televisión se recuerda su participación junto a Nora Massi en el teleteatro Al dar las 10 transmitido en 1961 por Canal 7. De su paso por la radio se recuerdan sus participaciones en  radioteatros de Radio El Mundo: en 1938 y 1939 en Noticioso Mobiloil de Agustín Remón, con Iris Marga, Miguel Gómez Bao, Juana Sujo, Guillermo Battaglia y Florindo Ferrario. Recibió el Premio Municipal de Teatro de la temporada 1946.
En teatro, estrena en 1937  la obra  La sirena varada en el Teatro Bayer de Nueva York. Otros de sus trabajos fueron cuando en 1947 interpretó junto al actor Luis Arata la obra Quién pisó la cola al gato, el de 1956 cuando integró el elenco que en el Teatro Presidente Alvear presentó la obra Y la respuesta fue dada, de Malena Sandor y en 1957 cuando integró la compañía encabezada por Luisa Vehil que representó, entre otras piezas, La casa de los siete balcones de Alejandro Casona. En 1959 actuó en Dulce pájaro de juventud de Tenesse Williams, junto con Pepita Serrador, Juan Carlos Barbieri, Carlos Estrada, Enrique Guarnero, Gloria Ferrandiz, Beto Gianola y Enrique Kossi. Actuó con destacados actores de la escena como Rosa Rosen, Irma Córdoba, Marcos Zucker, René Cossa y Angel Magaña.
Debutó en cine en 1946 en Soy un infeliz, tuvo un rol casi protagónico en la adaptación fílmica de la obra de Alejandro Casona Siete gritos en el mar (1954) y también tuvo roles de lucimiento como hermana de Tita Merello en Arrabalera (1950) y de Laura Hidalgo en María Magdalena (1954). Su labor incluyó la comedia como acreditan sus papeles en La pícara soñadora (1956) y  Meus Amores no Rio (1959).
En 1946 integra la lista de La Agrupación de Actores Democráticos, durante el gobierno de Juan Domingo Perón, y cuya junta directiva estaba integrada por Pablo Racioppi, Lydia Lamaison, Pascual Nacaratti, Alberto Barcel y Domingo Mania.

## Filmografía
Actriz
- Dr. Cándido Pérez, Sras.    (1962)
- Los de la mesa 10    (1960)
- Meus Amores no Rio    (1959)
- Oro bajo    (1956) …Ernestina
- Después del silencio    (1956) …Beatriz
- La pícara soñadora    (1956)
- Los torturados    (1956) …Sra. Bravo
- El curandero    (1955)
- El amor nunca muere    (1955)
- Vida nocturna    (1955) …Lola
- El grito sagrado    (1954)
- María Magdalena    (1954)
- Siete gritos en el mar    (1954)
- Arrabalera    (1950)
- Danza del fuego    (1949) …Monja
- La cuna vacía    (1949)
- El barco sale a las diez    (1948)
- Soy un infeliz    (1946)

## Televisión
- Al dar las 10    (1961) Serie

## Teatro
- 1951: La estrella cayó en el mar, con la compañía Amelia Bence y Alberto Closas.
- 1947: Venancio Reyes (Un criollo como no hay otro), con la compañía de Luis Arata.
- 1935: Amor, junto con Paulina Singerman.